# HC Slavia Praha 2019/2020

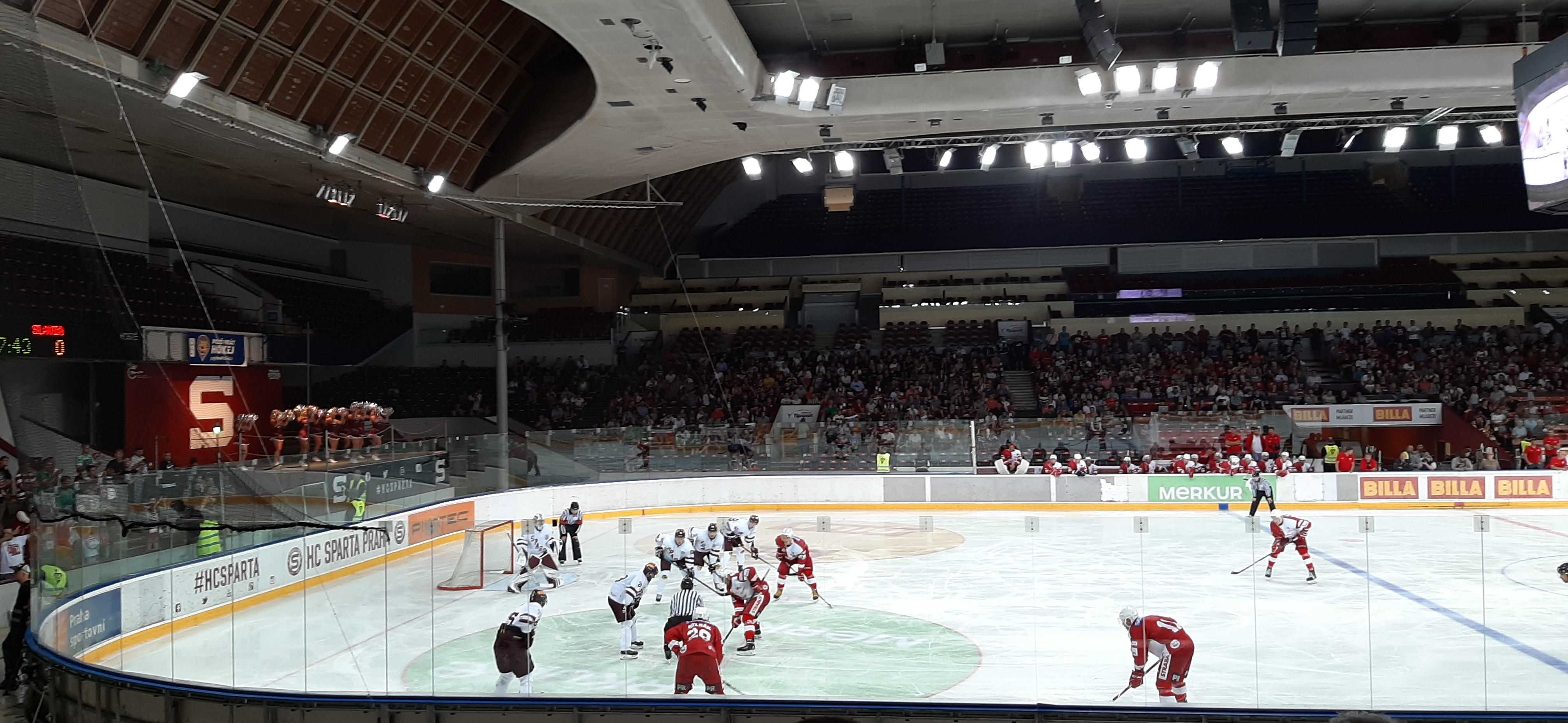
Momentka z přípravného utkání se Spartou (0:5)

HC Slavia Praha 2019/2020 popisuje působení hokejového klubu HC Slavia Praha ve druhé nejvyšší české soutěži v sezóně 2019/2020.

## Příprava
Součástí přípravy mělo být 27. srpna ještě utkání s HC Slovan Ústí nad Labem, které se mělo odehrát v pražském Edenu, avšak vlivem marodky v celku hostí se utkání neuskutečnilo.
| 1. srpna 2019 17.30                                                                                                   | Rytíři Kladno | 6 : 4 (1:0, 3:3, 2:1)                   | HC Slavia Praha                                                                   | ČEZ stadion Kladno Návštěvnost: 1526                                |  |
| Petr Jiroušek | Petr Jiroušek | Brankáři                                | Dominik Šorf                                                                      | Rozhodčí: Tomáš Horák Matěj Sýkora Čároví: Jiří Ondráček Josef Špůr |  |
| Daniel Kružík 15:11' Štěpán Bláha 22:07' Adam Kalaj 29:12' Štěpán Bláha 36:53' Ondřej Bláha 46:13' Jakub Hajný 59:58' | Daniel Kružík 15:11' Štěpán Bláha 22:07' Adam Kalaj 29:12' Štěpán Bláha 36:53' Ondřej Bláha 46:13' Jakub Hajný 59:58' | 1:0 2:0 3:0 3:1 4:1 4:2 4:3 4:4 5:4 6:4 | 35:04' Marek Ryzák 38:04' Viktor Martínek 39:58' Tomáš Šmerha 44:27' Martin Šagát | Rozhodčí: Tomáš Horák Matěj Sýkora Čároví: Jiří Ondráček Josef Špůr |  |
| 10 min | 10 min | Tresty                                  | 24 min                                                                            | Rozhodčí: Tomáš Horák Matěj Sýkora Čároví: Jiří Ondráček Josef Špůr |  |

| 6. srpna 2019 18.00                                                                                              | HC Sparta Praha                                                                                                  | 5 : 0 (1:0, 2:0, 2:0) | HC Slavia Praha  | Tipsport arena Návštěvnost: 6103                                       |  |
| Matěj Machovský (0:00–29:20) Jakub Sedláček (29:21–60:00)                                                        | Matěj Machovský (0:00–29:20) Jakub Sedláček (29:21–60:00)                                                        | Brankáři              | Martin Michajlov | Rozhodčí: Roman Svoboda Jakub Šindel Čároví: David Klouček Ondřej Malý |  |
| Vladimír Růžička 09:00' Tomáš Pšenička 25:53' Vladimír Růžička 30:55' Albert Michnáč 48:51' Martin Jandus 57:26' | Vladimír Růžička 09:00' Tomáš Pšenička 25:53' Vladimír Růžička 30:55' Albert Michnáč 48:51' Martin Jandus 57:26' | 1:0 2:0 3:0 4:0 5:0   |                  | Rozhodčí: Roman Svoboda Jakub Šindel Čároví: David Klouček Ondřej Malý |  |
| 2 min | 2 min | Tresty                | 8 min            | Rozhodčí: Roman Svoboda Jakub Šindel Čároví: David Klouček Ondřej Malý |  |

| 9. srpna 2019 17.00 | HC Slavia Praha     | 1 : 3 (1:0, 0:1, 0:2) | HK Irtyš-Pavlodar                                               | Zimní stadion Eden                                                           |  |
| Roman Málek         | Roman Málek         | Brankáři              | Ilja Rumjancev                                                  | Rozhodčí: Michal Škrobák Jan Jaroš Čároví: Richard Coubal Daniel Horažďovský |  |
| Martin Šagát 01:01' | Martin Šagát 01:01' | 1:0 1:1 1:2 1:3       | 31:38' Nikita Titov 46:53' Vitalij Žiljakov 59:00' Nikita Titov | Rozhodčí: Michal Škrobák Jan Jaroš Čároví: Richard Coubal Daniel Horažďovský |  |
| 12 min              | 12 min              | Tresty                | 28 min                                                          | Rozhodčí: Michal Škrobák Jan Jaroš Čároví: Richard Coubal Daniel Horažďovský |  |

| 13. srpna 2019 18.00                                          | PSG Berani Zlín                                               | 3 : 2 (1:0, 0:0, 2:2) | HC Slavia Praha                             | Zimní stadion Luďka Čajky Návštěvnost: 1803 |  |
| Libor Kašík                                                   | Libor Kašík                                                   | Brankáři              | Martin Michajlov                            |                                             |  |
| Jakub Šlahař 11:07' Jakub Šlahař 46:51' Bedřich Köhler 59:45' | Jakub Šlahař 11:07' Jakub Šlahař 46:51' Bedřich Köhler 59:45' | 1:0 1:1 2:1 2:2 3:2   | 44:59' Tomáš Šťastný 55:16' Martin Ondráček |                                             |  |
| 8 min                                                         | 8 min                                                         | Tresty                | 12 min                                      |                                             |  |

| 14. srpna 2019 18.00                                          | HC Zubr Přerov                                                | 3 : 2 (1:1, 0:1, 2:0) | HC Slavia Praha                       | Meo Aréna                                                             |  |
| Lukáš Klimeš                                                  | Lukáš Klimeš                                                  | Brankáři              | Martin Michajlov                      | Rozhodčí: Vojtěch Fiala Jiří Kašík Čároví: Filip Návrat Josef Novotný |  |
| Mikuláš Zbořil 02:48' Adam Hradil 45:52' Jakub Kleiner 51:19' | Mikuláš Zbořil 02:48' Adam Hradil 45:52' Jakub Kleiner 51:19' | 1:0 1:1 1:2 2:2 3:2   | 11:32' Marek Ryzák 32:59' Filip Vlček | Rozhodčí: Vojtěch Fiala Jiří Kašík Čároví: Filip Návrat Josef Novotný |  |
| 10 min                                                        | 10 min                                                        | Tresty                | 12 min                                | Rozhodčí: Vojtěch Fiala Jiří Kašík Čároví: Filip Návrat Josef Novotný |  |

| 15. srpna 2019 17.00 | VHK ROBE Vsetín | 7 : 5 (4:2, 1:3, 2:0)                           | HC Slavia Praha                                                                                       | Na Lapači Návštěvnost: 1870                                                      |  |
| Ondřej Bláha | Ondřej Bláha | Brankáři                                        | Dominik Šorf (0:00–16:02) Martin Michajlov (16:03–60:00)                                              | Rozhodčí: Dominik Kovařčík Michal Škrobák Čároví: Adam Kurtin Daniel Horažďovský |  |
| Tom Ondračka 04:12' Martin Procházka 05:52' David Březina 14:23' Adam Hořanský 16:02' Martin Dudáš 25:38' Jiří Karafiát 52:17' Martin Procházka 57:58' | Tom Ondračka 04:12' Martin Procházka 05:52' David Březina 14:23' Adam Hořanský 16:02' Martin Dudáš 25:38' Jiří Karafiát 52:17' Martin Procházka 57:58' | 1:0 2:0 2:1 3:1 4:1 4:2 5:2 5:3 5:4 5:5 6:5 7:5 | 08:41' David Šteiner 17:13' Norair Hovsepjan 25:55' Tomáš Šmerha 26:13' Aleš Furch 34:03' Marek Ryzák | Rozhodčí: Dominik Kovařčík Michal Škrobák Čároví: Adam Kurtin Daniel Horažďovský |  |
| 18 min | 18 min | Tresty                                          | 20 min                                                                                                | Rozhodčí: Dominik Kovařčík Michal Škrobák Čároví: Adam Kurtin Daniel Horažďovský |  |
| 43 | 43 | Střely                                          | 30 | Rozhodčí: Dominik Kovařčík Michal Škrobák Čároví: Adam Kurtin Daniel Horažďovský |  |

| 22. srpna 2019 17.30                                                | HC Slavia Praha                                                     | 3 : 1 (2:0, 0:1, 1:0) | Diables Rouges de Briançon | Zimní stadion Eden                                                   |  |
| Roman Málek                                                         | Roman Málek                                                         | Brankáři              | Jiří Blažek                | Rozhodčí: David Čáp Tomáš Battěk Čároví: Stanislav Hnát Ondřej Žídek |  |
| Viktor Martínek 02:10' Michal Steinocher 07:39' Tomáš Šmerha 57:54' | Viktor Martínek 02:10' Michal Steinocher 07:39' Tomáš Šmerha 57:54' | 1:0 2:0 2:1 3:1       | 24:57' Evian Richardson    | Rozhodčí: David Čáp Tomáš Battěk Čároví: Stanislav Hnát Ondřej Žídek |  |
| 16 min                                                              | 16 min                                                              | Tresty                | 24 min                     | Rozhodčí: David Čáp Tomáš Battěk Čároví: Stanislav Hnát Ondřej Žídek |  |

| 29. srpna 2019 17.30 | HC Slavia Praha | 2 : 3 SN (1:1, 1:0, 0:1 – 0:0)                                 | Piráti Chomutov | Zimní stadion Eden                                                        |  |
| Roman Málek | Roman Málek | Brankáři                                                       | Dominik Pavlát | Rozhodčí: Tomáš Battěk Daniel Jechoutek Čároví: Jan Gabriel Jakub Zmeškal |  |
| Filip Kuťák 11:24' Martin Šagát 27:22' Filip Kuťák Tomáš Šmerha Martin Šagát Robin Všetečka Petr Vampola Martin Šagát Petr Vampola Jiří Doležal | Filip Kuťák 11:24' Martin Šagát 27:22' Filip Kuťák Tomáš Šmerha Martin Šagát Robin Všetečka Petr Vampola Martin Šagát Petr Vampola Jiří Doležal | 0:1 1:1 2:1 2:2 Samostatné nájezdy 0:1 0:2 1:2 2:2 3:2 3:3 3:4 | 03:11' Lukáš Blaha 55:32' Tayler Thompson Stanislav Vrhel Petr Stloukal Jan Rudovský Darby Llewellyn Tayler Thompson Jan Rudovský Darby Llewellyn Petr Stloukal Stanislav Vrhel | Rozhodčí: Tomáš Battěk Daniel Jechoutek Čároví: Jan Gabriel Jakub Zmeškal |  |
| 10 min | 10 min | Tresty                                                         | 20 min | Rozhodčí: Tomáš Battěk Daniel Jechoutek Čároví: Jan Gabriel Jakub Zmeškal |  |

| 5. září 2019 17.00                                             | HC Kobra Praha                                                 | 3 : 7 (1:2, 0:4, 2:1)                   | HC Slavia Praha | Zimní stadion Kobra                                           |  |
| Lukáš Sochůrek                                                 | Lukáš Sochůrek                                                 | Brankáři                                | Martin Michajlov | Rozhodčí: David Čáp Čároví: Stanislav Hnát František Štěpáenk |  |
| Šimon Antončík 08:32' Dominik Novák 43:23' Kamil Bříška 59:07' | Šimon Antončík 08:32' Dominik Novák 43:23' Kamil Bříška 59:07' | 1:0 1:1 1:2 1:3 1:4 1:5 1:6 2:6 2:7 3:7 | 13:34' David Šteiner 19:56' Filip Kuťák 21:07' Robin Všetečka 27:58' Jan Novák 28:31' (t. s.) Aleš Furch 35:22' Aleš Furch 58:02' Jiří Doležal | Rozhodčí: David Čáp Čároví: Stanislav Hnát František Štěpáenk |  |
| 10 min                                                         | 10 min                                                         | Tresty                                  | 10 min | Rozhodčí: David Čáp Čároví: Stanislav Hnát František Štěpáenk |  |

## Chance liga

### První část
| 11. září 2019 18.00 | HC Slavia Praha    | 1 : 2 PP (0:1, 0:0, 1:0 – 0:1) | HC Slovan Ústí nad Labem                     | Zimní stadion Eden Návštěvnost: 749                                       |  |
| Martin Michajlov    | Martin Michajlov   | Brankáři                       | David Stahl                                  | Rozhodčí: David Čáp Alexander Pavlovič Čároví: Stanislav Hnát Milan Štofa |  |
| Filip Kuťák 55:48'  | Filip Kuťák 55:48' | 0:1 1:1 1:2                    | 16:15' Tomáš Pšenička 61:21' Jaroslav Roubík | Rozhodčí: David Čáp Alexander Pavlovič Čároví: Stanislav Hnát Milan Štofa |  |
| 6 min               | 6 min              | Tresty                         | 10 min                                       | Rozhodčí: David Čáp Alexander Pavlovič Čároví: Stanislav Hnát Milan Štofa |  |
| 50                  | 50                 | Střely                         | 31                                           | Rozhodčí: David Čáp Alexander Pavlovič Čároví: Stanislav Hnát Milan Štofa |  |

| 14. září 2019 17.00                                       | HC Benátky nad Jizerou                                    | 3 : 1 (1:0, 0:0, 2:1) | HC Slavia Praha     | Zimní stadion Benátky nad Jizerou Návštěvnost: 305                    |  |
| Matěj Žajdlík                                             | Matěj Žajdlík                                             | Brankáři              | Martin Michajlov    | Rozhodčí: Jan Doležal Luděk Pilný Čároví: Michal Axman Lukáš Podrazil |  |
| Adam Dlouhý 06:22' Radek Duda 43:18' Ondřej Chrtek 52:25' | Adam Dlouhý 06:22' Radek Duda 43:18' Ondřej Chrtek 52:25' | 1:0 2:0 2:1 3:1       | 49:31' Petr Vampola | Rozhodčí: Jan Doležal Luděk Pilný Čároví: Michal Axman Lukáš Podrazil |  |
| 12 min                                                    | 12 min                                                    | Tresty                | 41 min              | Rozhodčí: Jan Doležal Luděk Pilný Čároví: Michal Axman Lukáš Podrazil |  |
| 27                                                        | 27                                                        | Střely                | 37                  | Rozhodčí: Jan Doležal Luděk Pilný Čároví: Michal Axman Lukáš Podrazil |  |

| 16. září 2019 18.00                                                                                  | HC Slavia Praha                                                                                      | 3 : 2 SN (0:1, 1:1, 1:0 – 0:0 – 1:0)       | HC Stadion Litoměřice | Zimní stadion Eden Návštěvnost: 603                                              |  |
| Martin Michajlov                                                                                     | Martin Michajlov                                                                                     | Brankáři                                   | Tomáš Král | Rozhodčí: Daniel Jechoutek Michal Kostourek Čároví: Štefan Belko Ondřej Kokrment |  |
| Filip Kuťák 27:51' David Šteiner 52:23' Adam Kubík Tomáš Šmerha Aleš Furch Martin Šagát Petr Vampola | Filip Kuťák 27:51' David Šteiner 52:23' Adam Kubík Tomáš Šmerha Aleš Furch Martin Šagát Petr Vampola | 0:1 1:1 1:2 2:2 Samostatné nájezdy 0:0 1:0 | 07:16' Martin Štohanzl 38:23' Martin Kadlec David Vitouch Markus Korkiakoski Martin Kadlec Vojtěch Střondala Přemysl Svoboda | Rozhodčí: Daniel Jechoutek Michal Kostourek Čároví: Štefan Belko Ondřej Kokrment |  |
| 30 min                                                                                               | 30 min                                                                                               | Tresty                                     | 22 min | Rozhodčí: Daniel Jechoutek Michal Kostourek Čároví: Štefan Belko Ondřej Kokrment |  |
| 39                                                                                                   | 39                                                                                                   | Střely                                     | 29 | Rozhodčí: Daniel Jechoutek Michal Kostourek Čároví: Štefan Belko Ondřej Kokrment |  |

| 18. září 2019 18.00                   | HC Slavia Praha                       | 2 : 1 (2:0, 0:0, 0:1) | HC Dukla Jihlava  | Zimní stadion Eden Návštěvnost: 818                                    |  |
| Martin Michajlov                      | Martin Michajlov                      | Brankáři              | Niklas Lundström  | Rozhodčí: David Čáp Štěpán Souček Čároví: Martin Kreuzer David Polonyi |  |
| Aleš Furch 14:14' Tomáš Šmerha 18:43' | Aleš Furch 14:14' Tomáš Šmerha 18:43' | 1:0 2:0 2:1           | 47:50' Adam Zeman | Rozhodčí: David Čáp Štěpán Souček Čároví: Martin Kreuzer David Polonyi |  |
| 2 min                                 | 2 min                                 | Tresty                | 18 min            | Rozhodčí: David Čáp Štěpán Souček Čároví: Martin Kreuzer David Polonyi |  |
| 33                                    | 33                                    | Střely                | 38                | Rozhodčí: David Čáp Štěpán Souček Čároví: Martin Kreuzer David Polonyi |  |

| 21. září 2019 16.00                                                           | ČEZ Motor České Budějovice                                                    | 4 : 2 (1:0, 2:2, 1:0)   | HC Slavia Praha                      | Budvar aréna Návštěvnost: 6013                                        |  |
| Milan Klouček                                                                 | Milan Klouček                                                                 | Brankáři                | Martin Michajlov                     | Rozhodčí: Jakub Valenta Jan Hucl Čároví: Martin Tvrdík Miroslav Šimán |  |
| Karel Plášil 19:36' Pavel Pýcha 20:16' Jan Veselý 27:21' René Vydarený 51:44' | Karel Plášil 19:36' Pavel Pýcha 20:16' Jan Veselý 27:21' René Vydarený 51:44' | 1:0 2:0 3:0 3:1 3:2 4:2 | 30:14' Jan Novák 37:51' Tomáš Šmerha | Rozhodčí: Jakub Valenta Jan Hucl Čároví: Martin Tvrdík Miroslav Šimán |  |
| 10 min                                                                        | 10 min                                                                        | Tresty                  | 12 min                               | Rozhodčí: Jakub Valenta Jan Hucl Čároví: Martin Tvrdík Miroslav Šimán |  |
| 36                                                                            | 36                                                                            | Střely                  | 20                                   | Rozhodčí: Jakub Valenta Jan Hucl Čároví: Martin Tvrdík Miroslav Šimán |  |

| 23. září 2019 18.00                                                   | HC Slavia Praha                                                       | 3 : 0 (0:0, 2:0, 1:0) | HC Zubr Přerov | Zimní stadion Eden Návštěvnost: 781                                            |  |
| Roman Málek                                                           | Roman Málek                                                           | Brankáři              | Lukáš Klimeš   | Rozhodčí: Daniel Jechoutek Alexander Pavlovič Čároví: Václav Beneš Milan Štofa |  |
| David Šteiner 21:30' David Šteiner 31:34' Tomáš Šmerha 44:40' (t. s.) | David Šteiner 21:30' David Šteiner 31:34' Tomáš Šmerha 44:40' (t. s.) | 1:0 2:0 3:0           |                | Rozhodčí: Daniel Jechoutek Alexander Pavlovič Čároví: Václav Beneš Milan Štofa |  |
| 12 min                                                                | 12 min                                                                | Tresty                | 8 min          | Rozhodčí: Daniel Jechoutek Alexander Pavlovič Čároví: Václav Beneš Milan Štofa |  |
| 22                                                                    | 22                                                                    | Střely                | 29             | Rozhodčí: Daniel Jechoutek Alexander Pavlovič Čároví: Václav Beneš Milan Štofa |  |

| 25. září 2019 17.30                                                                                 | Piráti Chomutov                                                                                     | 5 : 0 (2:0, 2:0, 1:0) | HC Slavia Praha                                         | ČEZ Stadion Chomutov Návštěvnost: 1983                                    |  |
| Dominik Pavlát                                                                                      | Dominik Pavlát                                                                                      | Brankáři              | Martin Michajlov (0:00–31:47) Roman Málek (31:48–60:00) | Rozhodčí: Jan Doležal Jakub Šindel Čároví: Richard Coubal Ondřej Kokrment |  |
| Jan Svoboda 05:14' Darby Llewellyn 13:24' Filip Suchý 30:28' Tomáš Pitule 31:47' Lukáš Klíma 54:28' | Jan Svoboda 05:14' Darby Llewellyn 13:24' Filip Suchý 30:28' Tomáš Pitule 31:47' Lukáš Klíma 54:28' | 1:0 2:0 3:0 4:0 5:0   |                                                         | Rozhodčí: Jan Doležal Jakub Šindel Čároví: Richard Coubal Ondřej Kokrment |  |
| 8 min                                                                                               | 8 min                                                                                               | Tresty                | 16 min                                                  | Rozhodčí: Jan Doležal Jakub Šindel Čároví: Richard Coubal Ondřej Kokrment |  |
| 33                                                                                                  | 33                                                                                                  | Střely                | 29                                                      | Rozhodčí: Jan Doležal Jakub Šindel Čároví: Richard Coubal Ondřej Kokrment |  |

| 28. září 2019 15.30 | HC Slavia Praha | 6 : 2 (1:0, 4:1, 1:1)           | HC RT TORAX Poruba 2011                                 | Zimní stadion Eden Návštěvnost: 1612                                               |  |
| Roman Málek | Roman Málek | Brankáři                        | Frederik Foltán (0:00–29:06) Hynek Kůdela (29:07–60:00) | Rozhodčí: Daniel Jechoutek Miroslav Petružálek Čároví: Štefan Belko Ondřej Doležal |  |
| Tomáš Šmerha 12:23' Jiří Doležal 20:36' Robin Všetečka 25:02' Robin Všetečka 29:06' Jiří Doležal 29:36' Aleš Furch 48:56' | Tomáš Šmerha 12:23' Jiří Doležal 20:36' Robin Všetečka 25:02' Robin Všetečka 29:06' Jiří Doležal 29:36' Aleš Furch 48:56' | 1:0 2:0 3:0 4:0 5:0 5:1 6:1 6:2 | 39:04' Patrik Husák 57:16' Jan Káňa                     | Rozhodčí: Daniel Jechoutek Miroslav Petružálek Čároví: Štefan Belko Ondřej Doležal |  |
| 20 min | 20 min | Tresty                          | 10 min                                                  | Rozhodčí: Daniel Jechoutek Miroslav Petružálek Čároví: Štefan Belko Ondřej Doležal |  |
| 31 | 31 | Střely                          | 27                                                      | Rozhodčí: Daniel Jechoutek Miroslav Petružálek Čároví: Štefan Belko Ondřej Doležal |  |

| 3. října 2019 17.30                                                              | VHK ROBE Vsetín                                                                  | 4 : 5 (1:1, 1:0, 2:4)               | HC Slavia Praha                                                                                 | Na Lapači Návštěvnost: 2860                                            |  |
| Ondřej Bláha                                                                     | Ondřej Bláha                                                                     | Brankáři                            | Roman Málek                                                                                     | Rozhodčí: Vojtěch Fiala Jiří Ondráček Čároví: Tomáš Měkýš David Otáhal |  |
| Radim Kucharczyk 12:03' Vít Jonák 23:53' Vít Jonák 42:57' Branislav Rehuš 56:28' | Radim Kucharczyk 12:03' Vít Jonák 23:53' Vít Jonák 42:57' Branislav Rehuš 56:28' | 0:1 1:1 2:1 2:2 2:3 3:3 3:4 3:5 4:5 | 06:08' Filip Kuťák 41:22' Jan Novák 41:41' Jaroslav Brož 46:21' Filip Kuťák 55:15' Tomáš Šmerha | Rozhodčí: Vojtěch Fiala Jiří Ondráček Čároví: Tomáš Měkýš David Otáhal |  |
| 12 min                                                                           | 12 min                                                                           | Tresty                              | 10 min                                                                                          | Rozhodčí: Vojtěch Fiala Jiří Ondráček Čároví: Tomáš Měkýš David Otáhal |  |
| 40                                                                               | 40                                                                               | Střely                              | 26                                                                                              | Rozhodčí: Vojtěch Fiala Jiří Ondráček Čároví: Tomáš Měkýš David Otáhal |  |

| 5. října 2019 17.00                     | HC Slavia Praha                         | 2 : 1 (0:1, 0:0, 2:0) | HC Frýdek-Místek    | Zimní stadion Eden Návštěvnost: 790                                   |  |
| Roman Málek                             | Roman Málek                             | Brankáři              | Lukáš Daneček       | Rozhodčí: Štěpán Souček Jan Hucl Čároví: Martin Kreuzer David Polonyi |  |
| Filip Kuťák 41:53' Jaroslav Brož 47:51' | Filip Kuťák 41:53' Jaroslav Brož 47:51' | 0:1 1:1 2:1           | 16:38' Jan Hladonik | Rozhodčí: Štěpán Souček Jan Hucl Čároví: Martin Kreuzer David Polonyi |  |
| 12 min                                  | 12 min                                  | Tresty                | 14 min              | Rozhodčí: Štěpán Souček Jan Hucl Čároví: Martin Kreuzer David Polonyi |  |
| 26                                      | 26                                      | Střely                | 27                  | Rozhodčí: Štěpán Souček Jan Hucl Čároví: Martin Kreuzer David Polonyi |  |

| 7. října 2019 18.00 | AZ Residomo Havířov | 1 : 0 (0:0, 0:0, 1:0) | HC Slavia Praha | Gascontrol Aréna Návštěvnost: 1107                                    |  |
| Aleš Stezka         | Aleš Stezka         | Brankáři              | Roman Málek     | Rozhodčí: Jiří Kašík Tomáš Cabák Čároví: Jan Kleprlík Martin Konvička |  |
| Filip Seman 55:57'  | Filip Seman 55:57'  | 1:0                   |                 | Rozhodčí: Jiří Kašík Tomáš Cabák Čároví: Jan Kleprlík Martin Konvička |  |
| 4 min               | 4 min               | Tresty                | 6 min           | Rozhodčí: Jiří Kašík Tomáš Cabák Čároví: Jan Kleprlík Martin Konvička |  |
| 26                  | 26                  | Střely                | 29              | Rozhodčí: Jiří Kašík Tomáš Cabák Čároví: Jan Kleprlík Martin Konvička |  |

| 9. října 2019 18.00                                                           | HC Slavia Praha                                                               | 4 : 0 (2:0, 1:0, 1:0) | HC Baník Sokolov | Zimní stadion Eden Návštěvnost: 892                                       |  |
| Roman Málek                                                                   | Roman Málek                                                                   | Brankáři              | David Fečo       | Rozhodčí: Alexander Pavlovič Josef Barek Čároví: Milan Štofa Václav Beneš |  |
| Marek Ryzák 10:13' Jindřich Barák 12:17' Marek Ryzák 36:18' Aleš Furch 55:26' | Marek Ryzák 10:13' Jindřich Barák 12:17' Marek Ryzák 36:18' Aleš Furch 55:26' | 1:0 2:0 3:0 4:0       |                  | Rozhodčí: Alexander Pavlovič Josef Barek Čároví: Milan Štofa Václav Beneš |  |
| 6 min                                                                         | 6 min                                                                         | Tresty                | 6 min            | Rozhodčí: Alexander Pavlovič Josef Barek Čároví: Milan Štofa Václav Beneš |  |
| 39                                                                            | 39                                                                            | Střely                | 29               | Rozhodčí: Alexander Pavlovič Josef Barek Čároví: Milan Štofa Václav Beneš |  |

| 12. října 2019 17.00                                                       | LHK Jestřábi Prostějov                                                     | 4 : 1 (3:0, 1:1, 0:0) | HC Slavia Praha                                         | Zimní stadion Prostějov Návštěvnost: 1152                            |  |
| Tomáš Štůrala                                                              | Tomáš Štůrala                                                              | Brankáři              | Roman Málek (0:00–15:22) Martin Michajlov (15:23–60:00) | Rozhodčí: Přemysl Skopal Filip Vrba Čároví: Tomáš Měkýš David Otáhal |  |
| Tomáš Nouza 09:41' Petr Kafka 14:39' Petr Kafka 15:22' Lukáš Žálčík 21:40' | Tomáš Nouza 09:41' Petr Kafka 14:39' Petr Kafka 15:22' Lukáš Žálčík 21:40' | 1:0 2:0 3:0 4:0 4:1   | 29:26' Jan Novák                                        | Rozhodčí: Přemysl Skopal Filip Vrba Čároví: Tomáš Měkýš David Otáhal |  |
| 12 min                                                                     | 12 min                                                                     | Tresty                | 14 min                                                  | Rozhodčí: Přemysl Skopal Filip Vrba Čároví: Tomáš Měkýš David Otáhal |  |
| 39                                                                         | 39                                                                         | Střely                | 36                                                      | Rozhodčí: Přemysl Skopal Filip Vrba Čároví: Tomáš Měkýš David Otáhal |  |

| 16. října 2019 18.00                                        | HC Slavia Praha                                             | 3 : 1 (1:0, 1:1, 1:0) | SK Horácká Slavia Třebíč | Zimní stadion Eden Návštěvnost: 646                                |  |
| Martin Michajlov                                            | Martin Michajlov                                            | Brankáři              | Pavel Jekel              | Rozhodčí: Jakub Valenta Jan Hucl Čároví: Jan Votrubec Martin Ševic |  |
| Jiří Doležal 06:39' Filip Kuťák 29:52' David Šteiner 43:02' | Jiří Doležal 06:39' Filip Kuťák 29:52' David Šteiner 43:02' | 1:0 1:1 2:1 3:1       | 24:42' Daniel Kowalczyk  | Rozhodčí: Jakub Valenta Jan Hucl Čároví: Jan Votrubec Martin Ševic |  |
| 10 min                                                      | 10 min                                                      | Tresty                | 6 min                    | Rozhodčí: Jakub Valenta Jan Hucl Čároví: Jan Votrubec Martin Ševic |  |
| 38                                                          | 38                                                          | Střely                | 32                       | Rozhodčí: Jakub Valenta Jan Hucl Čároví: Jan Votrubec Martin Ševic |  |

| 19. října 2019 17.00                           | SK Kadaň                                       | 2 : 5 (0:2, 1:2, 1:1)       | HC Slavia Praha                                                                                       | Zimní stadion Kadaň Návštěvnost: 420                              |  |
| Jakub Neužil                                   | Jakub Neužil                                   | Brankáři                    | Martin Michajlov                                                                                      | Rozhodčí: Štěpán Souček David Čáp Čároví: Jiří Flegl Rudolf Tichý |  |
| Matěj Zabloudil 23:03' František Wágner 54:55' | Matěj Zabloudil 23:03' František Wágner 54:55' | 0:1 0:2 0:3 1:3 1:4 1:5 2:5 | 11:53' Tomáš Šmerha 14:00' David Šteiner 21:19' Jiří Doležal 39:06' David Šteiner 43:57' Petr Vampola | Rozhodčí: Štěpán Souček David Čáp Čároví: Jiří Flegl Rudolf Tichý |  |
| 8 min                                          | 8 min                                          | Tresty                      | 16 min                                                                                                | Rozhodčí: Štěpán Souček David Čáp Čároví: Jiří Flegl Rudolf Tichý |  |
| 38                                             | 38                                             | Střely                      | 37 | Rozhodčí: Štěpán Souček David Čáp Čároví: Jiří Flegl Rudolf Tichý |  |

| 21. října 2019 18.00                    | HC Slovan Ústí nad Labem                | 2 : 4 (1:3, 0:0, 1:1)   | HC Slavia Praha                                                                  | Zimní stadion Ústí nad Labem Návštěvnost: 818                            |  |
| David Stahl                             | David Stahl                             | Brankáři                | Martin Michajlov                                                                 | Rozhodčí: Radek Wagner Josef Barek Čároví: Richard Coubal Michal Janíček |  |
| Martin Tůma 04:08' Daniel Kružík 47:49' | Martin Tůma 04:08' Daniel Kružík 47:49' | 0:1 1:1 1:2 1:3 2:3 2:4 | 02:37' Tomáš Šmerha 10:00' Tomáš Duda 17:42' Daniel Vrdlovec 59:38' Tadeáš Hejda | Rozhodčí: Radek Wagner Josef Barek Čároví: Richard Coubal Michal Janíček |  |
| 20 min                                  | 20 min                                  | Tresty                  | 22 min                                                                           | Rozhodčí: Radek Wagner Josef Barek Čároví: Richard Coubal Michal Janíček |  |
| 35                                      | 35                                      | Střely                  | 33                                                                               | Rozhodčí: Radek Wagner Josef Barek Čároví: Richard Coubal Michal Janíček |  |

| 24. října 2019 18.00                                      | HC Slavia Praha                                           | 3 : 2 (0:1, 2:1, 1:0) | HC Benátky nad Jizerou                 | Zimní stadion Eden Návštěvnost: 751                                   |  |
| Martin Michajlov                                          | Martin Michajlov                                          | Brankáři              | Matěj Žajdlík                          | Rozhodčí: Filip Vrba Michal Maršálek Čároví: Jiří Roupec Petr Šimánek |  |
| Jindřich Barák 25:27' Tomáš Duda 25:57' Adam Kubík 50:14' | Jindřich Barák 25:27' Tomáš Duda 25:57' Adam Kubík 50:14' | 0:1 0:2 1:2 2:2 3:2   | 05:29' Petr Šafařovský 23:15' Ján Niko | Rozhodčí: Filip Vrba Michal Maršálek Čároví: Jiří Roupec Petr Šimánek |  |
| 14 min                                                    | 14 min                                                    | Tresty                | 22 min                                 | Rozhodčí: Filip Vrba Michal Maršálek Čároví: Jiří Roupec Petr Šimánek |  |
| 23                                                        | 23                                                        | Střely                | 35                                     | Rozhodčí: Filip Vrba Michal Maršálek Čároví: Jiří Roupec Petr Šimánek |  |

| 26. října 2019 17.00 | HC Stadion Litoměřice | 6 : 4 (1:2, 3:1, 2:1)                   | HC Slavia Praha                                                               | Kalich aréna Návštěvnost: 1596                                                  |  |
| Adam Beran | Adam Beran | Brankáři                                | Martin Michajlov (0:00–44:11) Roman Málek (44:12–60:00)                       | Rozhodčí: Tomáš Zubzanda Miroslav Petružálek Čároví: Martin Tvrdík Martin Ševic |  |
| Patrik Marcel 04:20' Martin Havelka 26:17' Martin Kadlec 27:44' Matěj Beran 32:26' Josef Jícha 40:49' Patrik Marcel 44:11' | Patrik Marcel 04:20' Martin Havelka 26:17' Martin Kadlec 27:44' Matěj Beran 32:26' Josef Jícha 40:49' Patrik Marcel 44:11' | 0:1 1:1 1:2 1:3 2:3 3:3 4:3 4:4 5:4 6:4 | 03:47' Filip Kuťák 06:54' Jindřich Barák 20:52' Adam Kubík 40:24' Filip Kuťák | Rozhodčí: Tomáš Zubzanda Miroslav Petružálek Čároví: Martin Tvrdík Martin Ševic |  |
| 22 min | 22 min | Tresty                                  | 12 min                                                                        | Rozhodčí: Tomáš Zubzanda Miroslav Petružálek Čároví: Martin Tvrdík Martin Ševic |  |
| 32 | 32 | Střely                                  | 40                                                                            | Rozhodčí: Tomáš Zubzanda Miroslav Petružálek Čároví: Martin Tvrdík Martin Ševic |  |

| 26. října 2019 17.30  | HC Dukla Jihlava      | 1 : 2 PP (0:0, 1:1, 0:0 – 0:1) | HC Slavia Praha                              | Horácký zimní stadion Jihlava Návštěvnost: 1508                         |  |
| Ondřej Chaloupek      | Ondřej Chaloupek      | Brankáři                       | Martin Michajlov                             | Rozhodčí: Vojtěch Fiala Jakub Koziol Čároví: Jiří Roupec Michael Hranoš |  |
| Michal Poletín 28:28' | Michal Poletín 28:28' | 1:0 1:1 1:2                    | 39:35' Robin Všetečka 61:31' Daniel Vrdlovec | Rozhodčí: Vojtěch Fiala Jakub Koziol Čároví: Jiří Roupec Michael Hranoš |  |
| 2 min                 | 2 min                 | Tresty                         | 8 min                                        | Rozhodčí: Vojtěch Fiala Jakub Koziol Čároví: Jiří Roupec Michael Hranoš |  |
| 38                    | 38                    | Střely                         | 23                                           | Rozhodčí: Vojtěch Fiala Jakub Koziol Čároví: Jiří Roupec Michael Hranoš |  |

| 2. listopadu 2019 14.00                    | HC Slavia Praha                            | 2 : 7 (1:0, 1:2, 0:5)               | ČEZ Motor České Budějovice | Zimní stadion Eden Návštěvnost: 3137                                     |  |
| Roman Málek                                | Roman Málek                                | Brankáři                            | Jan Strmeň | Rozhodčí: Michal Dědek Jiří Ondráček Čároví: Ondřej Doležal Jan Kleprlík |  |
| Daniel Vrdlovec 17:09' Jiří Doležal 35:53' | Daniel Vrdlovec 17:09' Jiří Doležal 35:53' | 1:0 1:1 2:1 2:2 2:3 2:4 2:5 2:6 2:7 | 27:53' Jan Veselý 39:09' Zdeněk Doležal 45:48' Miroslav Holec 48:40' Václav Karabáček 51:29' Jiří Šimánek 55:11' Zdeněk Doležal 57:19' Jan Veselý | Rozhodčí: Michal Dědek Jiří Ondráček Čároví: Ondřej Doležal Jan Kleprlík |  |
| 16 min                                     | 16 min                                     | Tresty                              | 8 min | Rozhodčí: Michal Dědek Jiří Ondráček Čároví: Ondřej Doležal Jan Kleprlík |  |
| 29                                         | 29                                         | Střely                              | 46 | Rozhodčí: Michal Dědek Jiří Ondráček Čároví: Ondřej Doležal Jan Kleprlík |  |

| 13. listopadu 2019 18.00                    | HC Zubr Přerov                              | 2 : 4 (0:0, 0:1, 2:3)   | HC Slavia Praha                                                                  | Meo Aréna Návštěvnost: 1761                                        |  |
| Michal Postava                              | Michal Postava                              | Brankáři                | Martin Michajlov                                                                 | Rozhodčí: Jan Doležal Josef Barek Čároví: Petr Bosák Petr Maštalíř |  |
| Šimon Kratochvil 56:55' Roman Pšurný 59:52' | Šimon Kratochvil 56:55' Roman Pšurný 59:52' | 0:1 0:2 0:3 0:4 1:4 2:4 | 31:38' Jiří Doležal 50:07' Tomáš Šmerha 52:15' Daniel Vrdlovec 53:33' Aleš Furch | Rozhodčí: Jan Doležal Josef Barek Čároví: Petr Bosák Petr Maštalíř |  |
| 56 min                                      | 56 min                                      | Tresty                  | 33 min                                                                           | Rozhodčí: Jan Doležal Josef Barek Čároví: Petr Bosák Petr Maštalíř |  |
| 36                                          | 36                                          | Střely                  | 33                                                                               | Rozhodčí: Jan Doležal Josef Barek Čároví: Petr Bosák Petr Maštalíř |  |

| 16. listopadu 2019 15.00 | HC Slavia Praha     | 1 : 4 (0:0, 1:2, 0:2) | Piráti Chomutov                                                                     | Zimní stadion Eden Návštěvnost: 1326                                      |  |
| Martin Michajlov         | Martin Michajlov    | Brankáři              | Dominik Pavlát                                                                      | Rozhodčí: Michal Maršálek Štěpán Souček Čároví: Václav Beneš David Otáhal |  |
| Petr Vampola 25:09'      | Petr Vampola 25:09' | 1:0 1:1 1:2 1:3 1:4   | 26:50' Darby Llewellyn 36:57' Nicolas Hlava 47:52' Petr Stloukal 59:30' Lukáš Klíma | Rozhodčí: Michal Maršálek Štěpán Souček Čároví: Václav Beneš David Otáhal |  |
| 8 min                    | 8 min               | Tresty                | 14 min                                                                              | Rozhodčí: Michal Maršálek Štěpán Souček Čároví: Václav Beneš David Otáhal |  |
| 31                       | 31                  | Střely                | 34                                                                                  | Rozhodčí: Michal Maršálek Štěpán Souček Čároví: Václav Beneš David Otáhal |  |

| 18. listopadu 2019 17.30                                                         | HC RT TORAX Poruba 2011                                                          | 4 : 1 (3:1, 0:0, 1:0) | HC Slavia Praha   | Zimní stadion Ostrava-Poruba Návštěvnost: 510                                       |  |
| Daniel Dolejš                                                                    | Daniel Dolejš                                                                    | Brankáři              | Roman Málek       | Rozhodčí: Vojtěch Fiala Jiří Ondráček (TR97) Čároví: Michael Hranoš Martin Konvička |  |
| Petr Obdržálek 05:41' Jiří Zdeněk 06:14' Patrik Husák 19:17' Tomáš Jáchym 52:45' | Petr Obdržálek 05:41' Jiří Zdeněk 06:14' Patrik Husák 19:17' Tomáš Jáchym 52:45' | 1:0 2:0 2:1 3:1 4:1   | 14:47' Aleš Furch | Rozhodčí: Vojtěch Fiala Jiří Ondráček (TR97) Čároví: Michael Hranoš Martin Konvička |  |
| 10 min                                                                           | 10 min                                                                           | Tresty                | 14 min            | Rozhodčí: Vojtěch Fiala Jiří Ondráček (TR97) Čároví: Michael Hranoš Martin Konvička |  |
| 40                                                                               | 40                                                                               | Střely                | 24                | Rozhodčí: Vojtěch Fiala Jiří Ondráček (TR97) Čároví: Michael Hranoš Martin Konvička |  |

| 20. listopadu 2019 18.00                                                                              | HC Slavia Praha                                                                                       | 5 : 4 PP (2:1, 1:2, 1:1 – 1:0)      | VHK ROBE Vsetín                                                                           | Zimní stadion Eden Návštěvnost: 1294                                             |  |
| Martin Michajlov                                                                                      | Martin Michajlov                                                                                      | Brankáři                            | David Gába                                                                                | Rozhodčí: Alexander Pavlovič David Čáp Čároví: Daniel Horažďovský Michal Janíček |  |
| Petr Vampola 11:58' Daniel Vrdlovec 17:57' Tomáš Šmerha 23:20' Filip Vlček 40:21' Tomáš Šmerha 64:22' | Petr Vampola 11:58' Daniel Vrdlovec 17:57' Tomáš Šmerha 23:20' Filip Vlček 40:21' Tomáš Šmerha 64:22' | 1:0 1:1 2:1 3:1 3:2 3:3 4:3 4:4 5:4 | 16:22' Antonín Pechanec 34:35' David Vítek 37:24' Vojtěch Šilhavý 57:12' Martin Procházka | Rozhodčí: Alexander Pavlovič David Čáp Čároví: Daniel Horažďovský Michal Janíček |  |
| 12 min                                                                                                | 12 min                                                                                                | Tresty                              | 10 min                                                                                    | Rozhodčí: Alexander Pavlovič David Čáp Čároví: Daniel Horažďovský Michal Janíček |  |
| 28 | 28 | Střely                              | 42                                                                                        | Rozhodčí: Alexander Pavlovič David Čáp Čároví: Daniel Horažďovský Michal Janíček |  |

| 24. listopadu 2019 17.00                                       | HC Frýdek-Místek                                               | 3 : 4 PP (1:0, 2:1, 0:2 – 0:1) | HC Slavia Praha                                                                  | Hala Polárka Návštěvnost: 1168                                         |  |
| Lukáš Daneček                                                  | Lukáš Daneček                                                  | Brankáři                       | Martin Michajlov                                                                 | Rozhodčí: Josef Barek Tomáš Cabák Čároví: Václav Hanzlík Michal Zedník |  |
| Milan Mikulík 02:45' Matouš Čmiel 30:05' Štěpán Novotný 35:40' | Milan Mikulík 02:45' Matouš Čmiel 30:05' Štěpán Novotný 35:40' | 1:0 1:1 2:1 3:1 3:2 3:3 3:4    | 23:05' Filip Vlček 40:48' Daniel Vrdlovec 47:51' Filip Kuťák 61:32' Tomáš Šmerha | Rozhodčí: Josef Barek Tomáš Cabák Čároví: Václav Hanzlík Michal Zedník |  |
| 28 min                                                         | 28 min                                                         | Tresty                         | 6 min                                                                            | Rozhodčí: Josef Barek Tomáš Cabák Čároví: Václav Hanzlík Michal Zedník |  |
| 29                                                             | 29                                                             | Střely                         | 23                                                                               | Rozhodčí: Josef Barek Tomáš Cabák Čároví: Václav Hanzlík Michal Zedník |  |

| 26. listopadu 2019 18.00                                                                          | HC Slavia Praha                                                                                   | 5 : 0 (2:0, 2:0, 1:0) | AZ Residomo Havířov                                  | Zimní stadion Eden Návštěvnost: 839                                                 |  |
| Martin Michajlov                                                                                  | Martin Michajlov                                                                                  | Brankáři              | Aleš Stezka (0:00–40:00) Jiří Matoušek (40:01–60:00) | Rozhodčí: Miroslav Petružálek Daniel Jechoutek Čároví: Martin Kreuzer David Polonyi |  |
| Aleš Furch 11:57' Martin Ondráček 12:09' Tomáš Šmerha 27:56' Adam Kubík 33:58' Filip Kuťák 56:36' | Aleš Furch 11:57' Martin Ondráček 12:09' Tomáš Šmerha 27:56' Adam Kubík 33:58' Filip Kuťák 56:36' | 1:0 2:0 3:0 4:0 5:0   |                                                      | Rozhodčí: Miroslav Petružálek Daniel Jechoutek Čároví: Martin Kreuzer David Polonyi |  |
| 18 min                                                                                            | 18 min                                                                                            | Tresty                | 8 min                                                | Rozhodčí: Miroslav Petružálek Daniel Jechoutek Čároví: Martin Kreuzer David Polonyi |  |
| 29                                                                                                | 29                                                                                                | Střely                | 39                                                   | Rozhodčí: Miroslav Petružálek Daniel Jechoutek Čároví: Martin Kreuzer David Polonyi |  |

| 30. listopadu 2019 17.00                                       | HC Baník Sokolov                                               | 3 : 5 (0:0, 1:2, 2:3)           | HC Slavia Praha                                                                                       | Zimní stadion Sokolov Návštěvnost: 835                               |  |
| Jan Bednář                                                     | Jan Bednář                                                     | Brankáři                        | Martin Michajlov                                                                                      | Rozhodčí: Martin Grech Jan Hucl Čároví: Martin Tvrdík Miroslav Šimán |  |
| Marek Švec 33:24' Jaromír Kverka 53:43' Tomáš Vracovský 59:16' | Marek Švec 33:24' Jaromír Kverka 53:43' Tomáš Vracovský 59:16' | 0:1 1:1 1:2 1:3 1:4 1:5 2:5 3:5 | 27:34' Daniel Vrdlovec 39:22' Petr Vampola 43:46' Petr Vampola 48:47' Filip Kuťák 52:20' Petr Vampola | Rozhodčí: Martin Grech Jan Hucl Čároví: Martin Tvrdík Miroslav Šimán |  |
| 10 min                                                         | 10 min                                                         | Tresty                          | 28 min                                                                                                | Rozhodčí: Martin Grech Jan Hucl Čároví: Martin Tvrdík Miroslav Šimán |  |
| 39                                                             | 39                                                             | Střely                          | 13 | Rozhodčí: Martin Grech Jan Hucl Čároví: Martin Tvrdík Miroslav Šimán |  |

| 2. prosince 2019 18.00                                         | HC Slavia Praha                                                | 3 : 1 (1:1, 0:0, 2:0) | LHK Jestřábi Prostějov | Zimní stadion Eden Návštěvnost: 710                                          |  |
| Martin Michajlov                                               | Martin Michajlov                                               | Brankáři              | Daniel Dvořák          | Rozhodčí: Daniel Pražák Michal Kostourek Čároví: Štefan Belko Stanislav Hnát |  |
| Jaroslav Brož 12:18' Adam Kubík 41:41' Dominik Pacovský 48:52' | Jaroslav Brož 12:18' Adam Kubík 41:41' Dominik Pacovský 48:52' | 1:0 1:1 2:1 3:1       | 13:38' Václav Meidl    | Rozhodčí: Daniel Pražák Michal Kostourek Čároví: Štefan Belko Stanislav Hnát |  |
| 6 min                                                          | 6 min                                                          | Tresty                | 10 min                 | Rozhodčí: Daniel Pražák Michal Kostourek Čároví: Štefan Belko Stanislav Hnát |  |
| 27                                                             | 27                                                             | Střely                | 25                     | Rozhodčí: Daniel Pražák Michal Kostourek Čároví: Štefan Belko Stanislav Hnát |  |

| 4. prosince 2019 17.30                                                                  | SK Horácká Slavia Třebíč                                                                | 4 : 1 (1:0, 3:0, 0:1) | HC Slavia Praha                                         | KHNP Arena Návštěvnost: 997                                         |  |
| Pavel Jekel                                                                             | Pavel Jekel                                                                             | Brankáři              | Martin Michajlov (0:00–31:46) Roman Málek (31:47–60:00) | Rozhodčí: Vojtěch Fiala Filip Vrba Čároví: Jiří Roupec Pavel Blažek |  |
| Petr Kratochvíl 17:42' Šimon Szathmáry 26:34' Tadeáš Král 28:06' Martin Šťovíček 31:46' | Petr Kratochvíl 17:42' Šimon Szathmáry 26:34' Tadeáš Král 28:06' Martin Šťovíček 31:46' | 1:0 2:0 3:0 4:0 4:1   | 49:56' Adam Kubík                                       | Rozhodčí: Vojtěch Fiala Filip Vrba Čároví: Jiří Roupec Pavel Blažek |  |
| 4 min                                                                                   | 4 min                                                                                   | Tresty                | 14 min                                                  | Rozhodčí: Vojtěch Fiala Filip Vrba Čároví: Jiří Roupec Pavel Blažek |  |
| 31                                                                                      | 31                                                                                      | Střely                | 25                                                      | Rozhodčí: Vojtěch Fiala Filip Vrba Čároví: Jiří Roupec Pavel Blažek |  |

| 7. prosince 2019 15.00                                                         | HC Slavia Praha                                                                | 4 : 3 (1:1, 2:0, 1:2)       | SK Kadaň                                                  | Zimní stadion Eden Návštěvnost: 805                                                |  |
| Roman Málek                                                                    | Roman Málek                                                                    | Brankáři                    | Jakub Neužil                                              | Rozhodčí: Miroslav Petružálek Daniel Jechoutek Čároví: Václav Beneš Michal Janíček |  |
| Daniel Vrdlovec 09:24' Filip Vlček 23:25' Petr Vampola 23:25' Jan Novák 59:53' | Daniel Vrdlovec 09:24' Filip Vlček 23:25' Petr Vampola 23:25' Jan Novák 59:53' | 1:0 1:1 2:1 3:1 3:2 3:3 4:3 | 09:48' Jakub Wojnar 42:11' Denis Zeman 44:55' David Homer | Rozhodčí: Miroslav Petružálek Daniel Jechoutek Čároví: Václav Beneš Michal Janíček |  |
| 32 min                                                                         | 32 min                                                                         | Tresty                      | 24 min                                                    | Rozhodčí: Miroslav Petružálek Daniel Jechoutek Čároví: Václav Beneš Michal Janíček |  |
| 45                                                                             | 45                                                                             | Střely                      | 21                                                        | Rozhodčí: Miroslav Petružálek Daniel Jechoutek Čároví: Václav Beneš Michal Janíček |  |

### Oumístění vplayoff
| 17. prosince 2019 17.30                                            | Piráti Chomutov                                                    | 3 : 2 (2:2, 0:0, 1:0) | HC Slavia Praha                      | ČEZ Stadion Chomutov Návštěvnost: 1754                                     |  |
| Dominik Pavlát                                                     | Dominik Pavlát                                                     | Brankáři              | Martin Michajlov                     | Rozhodčí: Martin Grech Jakub Šindel Čároví: Richard Coubal Ondřej Kokrment |  |
| Darby Llewellyn 02:34' Jakub Sklenář 04:14' Darby Llewellyn 46:15' | Darby Llewellyn 02:34' Jakub Sklenář 04:14' Darby Llewellyn 46:15' | 1:0 2:0 2:1 2:2 3:2   | 11:20' Tomáš Šmerha 14:50' Jan Novák | Rozhodčí: Martin Grech Jakub Šindel Čároví: Richard Coubal Ondřej Kokrment |  |
| 14 min                                                             | 14 min                                                             | Tresty                | 10 min                               | Rozhodčí: Martin Grech Jakub Šindel Čároví: Richard Coubal Ondřej Kokrment |  |
| 29                                                                 | 29                                                                 | Střely                | 24                                   | Rozhodčí: Martin Grech Jakub Šindel Čároví: Richard Coubal Ondřej Kokrment |  |

| 19. prosince 2019 17.00                                     | AZ Residomo Havířov                                         | 3 : 0 (2:0, 0:0, 1:0) | HC Slavia Praha  | Gascontrol Aréna Návštěvnost: 920                                           |  |
| Aleš Stezka                                                 | Aleš Stezka                                                 | Brankáři              | Martin Michajlov | Rozhodčí: Tomáš Veselý Jiří Ondráček Čároví: Milan Gančarčík Václav Hanzlík |  |
| Lukáš Bednář 14:47' Jakub Doktor 15:19' Jakub Kotala 45:23' | Lukáš Bednář 14:47' Jakub Doktor 15:19' Jakub Kotala 45:23' | 1:0 2:0 3:0           |                  | Rozhodčí: Tomáš Veselý Jiří Ondráček Čároví: Milan Gančarčík Václav Hanzlík |  |
| 36 min                                                      | 36 min                                                      | Tresty                | 10 min           | Rozhodčí: Tomáš Veselý Jiří Ondráček Čároví: Milan Gančarčík Václav Hanzlík |  |
| 23                                                          | 23                                                          | Střely                | 24               | Rozhodčí: Tomáš Veselý Jiří Ondráček Čároví: Milan Gančarčík Václav Hanzlík |  |

| 21. prosince 2019 15.00                                  | HC Slavia Praha                                          | 3 : 5 (1:0, 2:3, 0:2)           | VHK ROBE Vsetín                                                                                            | Zimní stadion Eden Návštěvnost: 1525                               |  |
| Roman Málek                                              | Roman Málek                                              | Brankáři                        | David Gába                                                                                                 | Rozhodčí: Jakub Valenta Jan Hucl Čároví: Jiří Flegl Ondřej Doležal |  |
| Marek Ryzák 13:06' Petr Vampola 31:23' Aleš Furch 34:40' | Marek Ryzák 13:06' Petr Vampola 31:23' Aleš Furch 34:40' | 1:0 1:1 1:2 1:3 2:3 3:3 3:4 3:5 | 22:01' Branislav Rehuš 23:42' David Tůma 28:34' Jiří Drtina 40:43' David Březina 59:52' Vlastimil Dostálek | Rozhodčí: Jakub Valenta Jan Hucl Čároví: Jiří Flegl Ondřej Doležal |  |
| 10 min                                                   | 10 min                                                   | Tresty                          | 6 min | Rozhodčí: Jakub Valenta Jan Hucl Čároví: Jiří Flegl Ondřej Doležal |  |
| 26                                                       | 26                                                       | Střely                          | 42 | Rozhodčí: Jakub Valenta Jan Hucl Čároví: Jiří Flegl Ondřej Doležal |  |

| 26. prosince 2019 16.00              | HC RT TORAX Poruba 2011              | 2 : 5 (1:1, 0:2, 1:2)       | HC Slavia Praha                                                                                    | Zimní stadion Ostrava-Poruba Návštěvnost: 620                          |  |
| Frederik Foltán                      | Frederik Foltán                      | Brankáři                    | Martin Michajlov                                                                                   | Rozhodčí: Přemysl Skopal Filip Vrba Čároví: Michal Zedník Tomáš Kučera |  |
| Tomáš Gřeš 11:22' Jan Hudeček 54:48' | Tomáš Gřeš 11:22' Jan Hudeček 54:48' | 0:1 1:1 1:2 1:3 1:4 2:4 2:5 | 03:45' Aleš Furch 20:41' Daniel Vrdlovec 35:42' Filip Kuťák 54:07' Tomáš Šmerha 58:27' Filip Kuťák | Rozhodčí: Přemysl Skopal Filip Vrba Čároví: Michal Zedník Tomáš Kučera |  |
| 6 min                                | 6 min                                | Tresty                      | 6 min                                                                                              | Rozhodčí: Přemysl Skopal Filip Vrba Čároví: Michal Zedník Tomáš Kučera |  |
| 36                                   | 36                                   | Střely                      | 34                                                                                                 | Rozhodčí: Přemysl Skopal Filip Vrba Čároví: Michal Zedník Tomáš Kučera |  |

| 28. prosince 2019 17.00                                                         | HC Slavia Praha                                                                 | 4 : 2 (2:0, 1:2, 1:0)   | ČEZ Motor České Budějovice                | Zimní stadion Eden Návštěvnost: 2438                                           |  |
| Martin Michajlov                                                                | Martin Michajlov                                                                | Brankáři                | Milan Klouček                             | Rozhodčí: Jan Doležal Miroslav Petružálek Čároví: Petr Maštalíř Ondřej Bohuněk |  |
| David Šteiner 15:00' Tomáš Šmerha 16:29' Marek Ryzák 28:10' Tomáš Šmerha 53:28' | David Šteiner 15:00' Tomáš Šmerha 16:29' Marek Ryzák 28:10' Tomáš Šmerha 53:28' | 1:0 2:0 2:1 3:1 3:2 4:2 | 24:20' Zdeněk Doležal 29:25' Jiří Šimánek | Rozhodčí: Jan Doležal Miroslav Petružálek Čároví: Petr Maštalíř Ondřej Bohuněk |  |
| 18 min                                                                          | 18 min                                                                          | Tresty                  | 28 min                                    | Rozhodčí: Jan Doležal Miroslav Petružálek Čároví: Petr Maštalíř Ondřej Bohuněk |  |
| 25                                                                              | 25                                                                              | Střely                  | 47                                        | Rozhodčí: Jan Doležal Miroslav Petružálek Čároví: Petr Maštalíř Ondřej Bohuněk |  |

| 30. prosince 2019 18.00                                                             | HC Zubr Přerov                                                                      | 4 : 1 (0:0, 1:1, 3:0) | HC Slavia Praha    | Meo Aréna Návštěvnost: 1815                                               |  |
| Michael Petrásek                                                                    | Michael Petrásek                                                                    | Brankáři              | Martin Michajlov   | Rozhodčí: Jiří Kašík Jakub Koziol Čároví: Milan Gančarčík Martin Konvička |  |
| Jakub Navrátil 33:52' Tomáš Doležal 46:00' Roman Pšurný 48:28' Matěj Svoboda 51:05' | Jakub Navrátil 33:52' Tomáš Doležal 46:00' Roman Pšurný 48:28' Matěj Svoboda 51:05' | 0:1 1:1 2:1 3:1 4:1   | 23:32' Filip Vlček | Rozhodčí: Jiří Kašík Jakub Koziol Čároví: Milan Gančarčík Martin Konvička |  |
| 12 min                                                                              | 12 min                                                                              | Tresty                | 18 min             | Rozhodčí: Jiří Kašík Jakub Koziol Čároví: Milan Gančarčík Martin Konvička |  |
| 48                                                                                  | 48                                                                                  | Střely                | 20                 | Rozhodčí: Jiří Kašík Jakub Koziol Čároví: Milan Gančarčík Martin Konvička |  |

| 4. ledna 2020 15.00                                       | HC Slavia Praha                                           | 3 : 4 (0:1, 3:2, 0:1)       | HC Stadion Litoměřice                                                               | Zimní stadion Eden Návštěvnost: 1441                             |  |
| Roman Málek (0:00–28:01) Martin Michajlov (28:02–60:00)   | Roman Málek (0:00–28:01) Martin Michajlov (28:02–60:00)   | Brankáři                    | Adam Beran                                                                          | Rozhodčí: Matěj Sýkora Jan Hucl Čároví: Aleš Hejl Lukáš Podrazil |  |
| Tomáš Šmerha 28:22' Marek Ryzák 37:23' Marek Ryzák 39:13' | Tomáš Šmerha 28:22' Marek Ryzák 37:23' Marek Ryzák 39:13' | 0:1 0:2 0:3 1:3 2:3 3:3 3:4 | 10:24' Daniel Voženílek 22:42' Josef Jícha 28:01' Peter Jánský 48:30' Martin Kadlec | Rozhodčí: Matěj Sýkora Jan Hucl Čároví: Aleš Hejl Lukáš Podrazil |  |
| 24 min                                                    | 24 min                                                    | Tresty                      | 12 min                                                                              | Rozhodčí: Matěj Sýkora Jan Hucl Čároví: Aleš Hejl Lukáš Podrazil |  |
| 36                                                        | 36                                                        | Střely                      | 43                                                                                  | Rozhodčí: Matěj Sýkora Jan Hucl Čároví: Aleš Hejl Lukáš Podrazil |  |

| 6. ledna 2020 18.00 | HC Slavia Praha    | 1 : 3 (0:0, 1:2, 0:1) | Piráti Chomutov                                                 | Zimní stadion Eden Návštěvnost: 521                                    |  |
| Martin Michajlov    | Martin Michajlov   | Brankáři              | Dominik Pavlát                                                  | Rozhodčí: Jiří Ondráček Tomáš Zubzanda Čároví: Petr Kotlík Roman Zídek |  |
| Filip Kuťák 24:39'  | Filip Kuťák 24:39' | 1:0 1:1 1:2 1:3       | 26:44' Tomáš Pitule 27:16' Petr Stloukal 58:54' Sébastien Piché | Rozhodčí: Jiří Ondráček Tomáš Zubzanda Čároví: Petr Kotlík Roman Zídek |  |
| 10 min              | 10 min             | Tresty                | 12 min                                                          | Rozhodčí: Jiří Ondráček Tomáš Zubzanda Čároví: Petr Kotlík Roman Zídek |  |
| 42                  | 42                 | Střely                | 36                                                              | Rozhodčí: Jiří Ondráček Tomáš Zubzanda Čároví: Petr Kotlík Roman Zídek |  |

| 8. ledna 2020 18.00                                                                | HC Slavia Praha                                                                    | 4 : 6 (0:2, 2:1, 2:3)                   | AZ Residomo Havířov | Zimní stadion Eden Návštěvnost: 475                                      |  |
| Martin Michajlov                                                                   | Martin Michajlov                                                                   | Brankáři                                | Aleš Stezka | Rozhodčí: Jan Hucl Alexander Pavlovič Čároví: Jan Pechánek Aleš Roischel |  |
| Tomáš Šmerha 30:16' Daniel Vrdlovec 39:29' Tomáš Šmerha 51:21' Tomáš Šmerha 54:00' | Tomáš Šmerha 30:16' Daniel Vrdlovec 39:29' Tomáš Šmerha 51:21' Tomáš Šmerha 54:00' | 0:1 0:2 0:3 1:3 2:3 2:4 2:5 3:5 4:5 4:6 | 03:24' David Chroboček 05:04' Jan Dvořák 23:16' Filip Seman 42:05' David Chroboček 45:12' Nicolas Werbik 58:56' Ondřej Procházka | Rozhodčí: Jan Hucl Alexander Pavlovič Čároví: Jan Pechánek Aleš Roischel |  |
| 6 min                                                                              | 6 min                                                                              | Tresty                                  | 12 min | Rozhodčí: Jan Hucl Alexander Pavlovič Čároví: Jan Pechánek Aleš Roischel |  |
| 38                                                                                 | 38                                                                                 | Střely                                  | 42 | Rozhodčí: Jan Hucl Alexander Pavlovič Čároví: Jan Pechánek Aleš Roischel |  |

| 11. ledna 2020 17.00 | VHK ROBE Vsetín | 6 : 2 (3:0, 3:2, 0:0            | HC Slavia Praha                                         | Na Lapači Návštěvnost: 3220                                            |  |
| David Gába | David Gába | Brankáři                        | Roman Málek (0:00–20:46) Martin Michajlov (20:47–60:00) | Rozhodčí: Jakub Koziol Luděk Pilný Čároví: Michael Hranoš Pavel Blažek |  |
| Vít Jonák 02:04' Radim Kucharczyk 07:38' Branislav Rehuš 13:17' David Březina 20:46' Jakub Teper 30:35' Sebastian Gorčík 39:04' | Vít Jonák 02:04' Radim Kucharczyk 07:38' Branislav Rehuš 13:17' David Březina 20:46' Jakub Teper 30:35' Sebastian Gorčík 39:04' | 1:0 2:0 3:0 4:0 4:1 5:1 5:2 6:2 | 21:08' Martin Ondráček 30:54' Dávid Kohút               | Rozhodčí: Jakub Koziol Luděk Pilný Čároví: Michael Hranoš Pavel Blažek |  |
| 10 min | 10 min | Tresty                          | 8 min                                                   | Rozhodčí: Jakub Koziol Luděk Pilný Čároví: Michael Hranoš Pavel Blažek |  |
| 30 | 30 | Střely                          | 29                                                      | Rozhodčí: Jakub Koziol Luděk Pilný Čároví: Michael Hranoš Pavel Blažek |  |

| 13. ledna 2020 18.00                                                            | HC Slavia Praha                                                                 | 4 : 3 (0:0, 2:1, 2:2)       | HC RT TORAX Poruba 2011                                    | Zimní stadion Eden Návštěvnost: 482                                          |  |
| Martin Michajlov                                                                | Martin Michajlov                                                                | Brankáři                    | Daniel Dolejš                                              | Rozhodčí: Michal Kostourek Jakub Valenta Čároví: Stanislav Hnát Petr Šimánek |  |
| Tomáš Šmerha 23:22' Jiří Doležal 27:54' Tomáš Šmerha 47:45' Tomáš Šmerha 55:28' | Tomáš Šmerha 23:22' Jiří Doležal 27:54' Tomáš Šmerha 47:45' Tomáš Šmerha 55:28' | 1:0 2:0 2:1 2:2 2:3 3:3 4:3 | 29:44' Marek Sikora 40:52' Marek Sikora 44:43' Tomáš Guman | Rozhodčí: Michal Kostourek Jakub Valenta Čároví: Stanislav Hnát Petr Šimánek |  |
| 8 min                                                                           | 8 min                                                                           | Tresty                      | 24 min                                                     | Rozhodčí: Michal Kostourek Jakub Valenta Čároví: Stanislav Hnát Petr Šimánek |  |
| 40                                                                              | 40                                                                              | Střely                      | 46                                                         | Rozhodčí: Michal Kostourek Jakub Valenta Čároví: Stanislav Hnát Petr Šimánek |  |

| 15. ledna 2020 17.30               | ČEZ Motor České Budějovice         | 2 : 3 PP (1:1, 1:1, 0:0 – 0:1) | HC Slavia Praha                                                  | Budvar aréna Návštěvnost: 5922                                           |  |
| Jan Strmeň                         | Jan Strmeň                         | Brankáři                       | Martin Michajlov                                                 | Rozhodčí: Jiří Ondráček Luděk Pilný Čároví: Martin Kreuzer David Polonyi |  |
| Lukáš Endál 03:17' Jan Kloz 25:05' | Lukáš Endál 03:17' Jan Kloz 25:05' | 1:0 1:1 2:1 2:2 2:3            | 05:07' Filip Vlček 30:18' Vítězslav Bílek 62:19' Martin Ondráček | Rozhodčí: Jiří Ondráček Luděk Pilný Čároví: Martin Kreuzer David Polonyi |  |
| 8 min                              | 8 min                              | Tresty                         | 10 min                                                           | Rozhodčí: Jiří Ondráček Luděk Pilný Čároví: Martin Kreuzer David Polonyi |  |
| 25                                 | 25                                 | Střely                         | 31                                                               | Rozhodčí: Jiří Ondráček Luděk Pilný Čároví: Martin Kreuzer David Polonyi |  |

| 18. ledna 2020 15.00                                                              | HC Slavia Praha                                                                   | 4 : 2 (1:1, 3:1, 0:0)   | HC Zubr Přerov                                           | Zimní stadion Eden Návštěvnost: 1298                                         |  |
| Martin Michajlov                                                                  | Martin Michajlov                                                                  | Brankáři                | Michael Petrásek (0:00–31:55) Lukáš Klimeš (31:56–60:00) | Rozhodčí: Martin Grech Štěpán Souček Čároví: Štefan Belko Daniel Horažďovský |  |
| Vítězslav Bílek 07:34' Tomáš Šmerha 21:07' Marek Ryzák 26:05' Jiří Doležal 31:55' | Vítězslav Bílek 07:34' Tomáš Šmerha 21:07' Marek Ryzák 26:05' Jiří Doležal 31:55' | 1:0 1:1 2:1 2:2 3:2 4:2 | 15:15' Radek Číp 22:27' Jakub Navrátil                   | Rozhodčí: Martin Grech Štěpán Souček Čároví: Štefan Belko Daniel Horažďovský |  |
| 6 min                                                                             | 6 min                                                                             | Tresty                  | 8 min                                                    | Rozhodčí: Martin Grech Štěpán Souček Čároví: Štefan Belko Daniel Horažďovský |  |
| 24                                                                                | 24                                                                                | Střely                  | 38                                                       | Rozhodčí: Martin Grech Štěpán Souček Čároví: Štefan Belko Daniel Horažďovský |  |

| 22. ledna 2020 17.30                                       | HC Stadion Litoměřice                                      | 3 : 4 (0:1, 0:3, 3:0)       | HC Slavia Praha                                                                 | Kalich aréna Návštěvnost: 1317                                                  |  |
| Tomáš Král                                                 | Tomáš Král                                                 | Brankáři                    | Martin Michajlov                                                                | Rozhodčí: Alexander Pavlovič Josef Barek Čároví: Richard Coubal Ondřej Kokrment |  |
| Patrik Marcel 47:36' Filip Helt 58:39' Peter Jánský 59:40' | Patrik Marcel 47:36' Filip Helt 58:39' Peter Jánský 59:40' | 0:1 0:2 0:3 0:4 1:4 2:4 3:4 | 06:39' Petr Vampola 25:53' Vítězslav Bílek 28:04' Adam Kubík 35:41' Filip Kuťák | Rozhodčí: Alexander Pavlovič Josef Barek Čároví: Richard Coubal Ondřej Kokrment |  |
| 8 min                                                      | 8 min                                                      | Tresty                      | 18 min                                                                          | Rozhodčí: Alexander Pavlovič Josef Barek Čároví: Richard Coubal Ondřej Kokrment |  |
| 45                                                         | 45                                                         | Střely                      | 28                                                                              | Rozhodčí: Alexander Pavlovič Josef Barek Čároví: Richard Coubal Ondřej Kokrment |  |

| 25. ledna 2020 16.00 | Piráti Chomutov     | 1 : 4 (0:1, 1:2, 0:1) | HC Slavia Praha                                                                         | ČEZ Stadion Chomutov Návštěvnost: 2297                                            |  |
| Dominik Pavlát       | Dominik Pavlát      | Brankáři              | Martin Michajlov                                                                        | Rozhodčí: Alexander Pavlovič Miroslav Petružálek Čároví: Milan Štofa Václav Beneš |  |
| Marek Tomica 34:30'  | Marek Tomica 34:30' | 0:1 0:2 1:2 1:3 1:4   | 13:12' Filip Vlček 24:02' Filip Vlček 37:09' Filip Kuťák 41:04' (t. s.) Vítězslav Bílek | Rozhodčí: Alexander Pavlovič Miroslav Petružálek Čároví: Milan Štofa Václav Beneš |  |
| 4 min                | 4 min               | Tresty                | 14 min                                                                                  | Rozhodčí: Alexander Pavlovič Miroslav Petružálek Čároví: Milan Štofa Václav Beneš |  |
| 43                   | 43                  | Střely                | 30                                                                                      | Rozhodčí: Alexander Pavlovič Miroslav Petružálek Čároví: Milan Štofa Václav Beneš |  |

| 27. ledna 2020 17.00                         | AZ Residomo Havířov                          | 2 : 7 (1:3, 1:2, 0:2)               | HC Slavia Praha | Gascontrol Aréna Návštěvnost: 1203                                        |  |
| Aleš Stezka                                  | Aleš Stezka                                  | Brankáři                            | Martin Michajlov | Rozhodčí: Michal Dědek Tomáš Cabák Čároví: Přemysl Bartek Milan Gančarčík |  |
| Petr Fridrich 15:29' Ondřej Procházka 34:45' | Petr Fridrich 15:29' Ondřej Procházka 34:45' | 0:1 0:2 0:3 1:3 1:4 2:4 2:5 2:6 2:7 | 03:51' Dávid Kohút 08:58' Jindřich Barák 13:30' Vítězslav Bílek 27:21' Vítězslav Bílek 37:55' Filip Vlček 53:57' Vítězslav Bílek 59:31' Adam Kubík | Rozhodčí: Michal Dědek Tomáš Cabák Čároví: Přemysl Bartek Milan Gančarčík |  |
| 2 min                                        | 2 min                                        | Tresty                              | 6 min | Rozhodčí: Michal Dědek Tomáš Cabák Čároví: Přemysl Bartek Milan Gančarčík |  |
| 40                                           | 40                                           | Střely                              | 21 | Rozhodčí: Michal Dědek Tomáš Cabák Čároví: Přemysl Bartek Milan Gančarčík |  |

| 29. ledna 2020 18.00                                                                  | HC Slavia Praha                                                                       | 4 : 2 (2:0, 0:2, 2:0)   | VHK ROBE Vsetín                      | Zimní stadion Eden Návštěvnost: 1059                                        |  |
| Martin Michajlov                                                                      | Martin Michajlov                                                                      | Brankáři                | Ondřej Bláha                         | Rozhodčí: Martin Grech Matěj Sýkora Čároví: Štefan Belko Daniel Horažďovský |  |
| Filip Vlček 01:29' Vítězslav Bílek 16:18' Zdeněk Kubica 58:53' Vítězslav Bílek 59:57' | Filip Vlček 01:29' Vítězslav Bílek 16:18' Zdeněk Kubica 58:53' Vítězslav Bílek 59:57' | 1:0 2:0 2:1 2:2 3:2 4:2 | 24:05' Lukáš Volf 36:57' David Vítek | Rozhodčí: Martin Grech Matěj Sýkora Čároví: Štefan Belko Daniel Horažďovský |  |
| 10 min                                                                                | 10 min                                                                                | Tresty                  | 4 min                                | Rozhodčí: Martin Grech Matěj Sýkora Čároví: Štefan Belko Daniel Horažďovský |  |
| 29                                                                                    | 29                                                                                    | Střely                  | 39                                   | Rozhodčí: Martin Grech Matěj Sýkora Čároví: Štefan Belko Daniel Horažďovský |  |

| 1. února 2020 16.00                                     | HC RT TORAX Poruba 2011                                 | 3 : 6 (1:2, 1:2, 1:2)               | HC Slavia Praha | Zimní stadion Ostrava-Poruba Návštěvnost: 1032                        |  |
| Frederik Foltán                                         | Frederik Foltán                                         | Brankáři                            | Martin Michajlov | Rozhodčí: Jiří Kašík Filip Vrba Čároví: Martin Konvička Aleš Roischel |  |
| Jan Hudeček 19:59' Tomáš Guman 37:32' Tomáš Gřeš 53:17' | Jan Hudeček 19:59' Tomáš Guman 37:32' Tomáš Gřeš 53:17' | 0:1 0:2 1:2 1:3 1:4 2:4 2:5 3:5 3:6 | 08:23' Filip Vlček 15:06' Dávid Kohút 22:24' Dominik Valík 24:06' Filip Vlček 43:24' Daniel Vrdlovec 57:12' Filip Vlček | Rozhodčí: Jiří Kašík Filip Vrba Čároví: Martin Konvička Aleš Roischel |  |
| 8 min                                                   | 8 min                                                   | Tresty                              | 6 min | Rozhodčí: Jiří Kašík Filip Vrba Čároví: Martin Konvička Aleš Roischel |  |
| 39                                                      | 39                                                      | Střely                              | 35 | Rozhodčí: Jiří Kašík Filip Vrba Čároví: Martin Konvička Aleš Roischel |  |

| 12. února 2020 18.00                                            | HC Slavia Praha                                                 | 3 : 6 (1:1, 2:4, 0:1)               | ČEZ Motor České Budějovice                                                                                                  | Zimní stadion Eden Návštěvnost: 2096                                    |  |
| Martin Michajlov                                                | Martin Michajlov                                                | Brankáři                            | Jan Strmeň | Rozhodčí: Štěpán Souček Tomáš Zubzanda Čároví: Petr Bosák Petr Maštalíř |  |
| Filip Kuťák 13:12' Daniel Vrdlovec 20:55' Robin Všetečka 35:37' | Filip Kuťák 13:12' Daniel Vrdlovec 20:55' Robin Všetečka 35:37' | 0:1 1:1 2:1 2:2 2:3 2:4 3:4 3:5 3:6 | 01:57' Lukáš Endál 24:38' Adam Raška 27:59' Radek Prokeš 32:27' Václav Karabáček 37:17' René Vydarený 41:34' Zdeněk Doležal | Rozhodčí: Štěpán Souček Tomáš Zubzanda Čároví: Petr Bosák Petr Maštalíř |  |
| 8 min                                                           | 8 min                                                           | Tresty                              | 12 min | Rozhodčí: Štěpán Souček Tomáš Zubzanda Čároví: Petr Bosák Petr Maštalíř |  |
| 35                                                              | 35                                                              | Střely                              | 33 | Rozhodčí: Štěpán Souček Tomáš Zubzanda Čároví: Petr Bosák Petr Maštalíř |  |

| 15. února 2020 17.00                    | HC Zubr Přerov                          | 2 : 3 PP (0:0, 0:0, 2:2 – 0:1) | HC Slavia Praha                                            | Meo Aréna Návštěvnost: 1449                                              |  |
| Michael Petrásek                        | Michael Petrásek                        | Brankáři                       | Martin Michajlov                                           | Rozhodčí: Pavel Obadal Jakub Koziol Čároví: Martin Kreuzer David Polonyi |  |
| Lukáš Forman 48:11' Roman Pšurný 58:28' | Lukáš Forman 48:11' Roman Pšurný 58:28' | 1:0 1:1 1:2 2:2 2:3            | 49:32' Tomáš Šmerha 55:41' Filip Kuťák 62:26' Tomáš Šmerha | Rozhodčí: Pavel Obadal Jakub Koziol Čároví: Martin Kreuzer David Polonyi |  |
| 14 min                                  | 14 min                                  | Tresty                         | 16 min                                                     | Rozhodčí: Pavel Obadal Jakub Koziol Čároví: Martin Kreuzer David Polonyi |  |
| 38                                      | 38                                      | Střely                         | 24                                                         | Rozhodčí: Pavel Obadal Jakub Koziol Čároví: Martin Kreuzer David Polonyi |  |

| 17. února 2020 18.00                                           | HC Slavia Praha                                                | 3 : 4 (1:2, 1:0, 1:2)       | HC Stadion Litoměřice                                                               | Zimní stadion Eden Návštěvnost: 667                                 |  |
| Martin Michajlov                                               | Martin Michajlov                                               | Brankáři                    | Adam Beran                                                                          | Rozhodčí: David Čáp] Jakub Valenta Čároví: Václav Beneš Milan Štofa |  |
| Šimon Jelínek 01:05' Daniel Vrdlovec 29:36' Dávid Kohút 59:55' | Šimon Jelínek 01:05' Daniel Vrdlovec 29:36' Dávid Kohút 59:55' | 1:0 1:1 1:2 2:2 2:3 2:4 3:4 | 04:20' Jan Strejček 19:27' Martin Kadlec 46:02' Daniel Voženílek 59:23' Matěj Beran | Rozhodčí: David Čáp] Jakub Valenta Čároví: Václav Beneš Milan Štofa |  |
| 55 min                                                         | 55 min                                                         | Tresty                      | 55 min                                                                              | Rozhodčí: David Čáp] Jakub Valenta Čároví: Václav Beneš Milan Štofa |  |
| 22                                                             | 22                                                             | Střely                      | 41                                                                                  | Rozhodčí: David Čáp] Jakub Valenta Čároví: Václav Beneš Milan Štofa |  |

| 19. února 2020 18.00                                       | HC Slavia Praha                                            | 3 : 4 (2:2, 1:0, 0:2)       | Piráti Chomutov                                                                 | Zimní stadion Eden Návštěvnost: 640                                |  |
| Martin Michajlov                                           | Martin Michajlov                                           | Brankáři                    | Dominik Pavlát                                                                  | Rozhodčí: Jan Hucl Matěj Sýkora Čároví: Petr Kotlík Pavel Sedláček |  |
| Jiří Doležal 17:46' Tadeáš Hejda 19:14' Marek Ryzák 24:02' | Jiří Doležal 17:46' Tadeáš Hejda 19:14' Marek Ryzák 24:02' | 0:1 0:2 1:2 2:2 3:2 3:3 3:4 | 00:18' Tomáš Pitule 03:59' Filip Suchý 47:00' Roman Chlouba 54:25' Martin Šagát | Rozhodčí: Jan Hucl Matěj Sýkora Čároví: Petr Kotlík Pavel Sedláček |  |
| 43 min                                                     | 43 min                                                     | Tresty                      | 10 min                                                                          | Rozhodčí: Jan Hucl Matěj Sýkora Čároví: Petr Kotlík Pavel Sedláček |  |
| 33                                                         | 33                                                         | Střely                      | 40                                                                              | Rozhodčí: Jan Hucl Matěj Sýkora Čároví: Petr Kotlík Pavel Sedláček |  |

| 22. února 2020 17.00                       | HC Slavia Praha                            | 2 : 3 (1:2, 0:1, 1:0) | AZ Residomo Havířov                                               | Zimní stadion Eden Návštěvnost: 2123                                              |  |
| Martin Michajlov                           | Martin Michajlov                           | Brankáři              | Aleš Stezka                                                       | Rozhodčí: Michal Kostourek Alexander Pavlovič Čároví: Štefan Belko Stanislav Hnát |  |
| Tomáš Šmerha 14:44' Vítězslav Bílek 45:30' | Tomáš Šmerha 14:44' Vítězslav Bílek 45:30' | 0:1 1:1 1:2 1:3 2:3   | 02:42' Ondřej Procházka 17:46' Filip Seman 35:40' Jozef Danielčak | Rozhodčí: Michal Kostourek Alexander Pavlovič Čároví: Štefan Belko Stanislav Hnát |  |
| 6 min                                      | 6 min                                      | Tresty                | 36 min                                                            | Rozhodčí: Michal Kostourek Alexander Pavlovič Čároví: Štefan Belko Stanislav Hnát |  |
| 32                                         | 32                                         | Střely                | 39                                                                | Rozhodčí: Michal Kostourek Alexander Pavlovič Čároví: Štefan Belko Stanislav Hnát |  |

| 26. února 2020 17.30                                                                   | VHK ROBE Vsetín                                                                        | 4 : 1 (2:1, 0:0, 2:0) | HC Slavia Praha     | Na Lapači Návštěvnost: 2610                                              |  |
| Ondřej Bláha                                                                           | Ondřej Bláha                                                                           | Brankáři              | Martin Michajlov    | Rozhodčí: Vojtěch Fiala Jiří Ondráček Čároví: Václav Hanzlík Tomáš Měkýš |  |
| Branislav Rehuš 03:15' Roman Vlach 19:54' Tomáš Kudělka 44:50' Martin Procházka 48:30' | Branislav Rehuš 03:15' Roman Vlach 19:54' Tomáš Kudělka 44:50' Martin Procházka 48:30' | 1:0 1:1 2:1 3:1 4:1   | 18:21' Václav Veber | Rozhodčí: Vojtěch Fiala Jiří Ondráček Čároví: Václav Hanzlík Tomáš Měkýš |  |
| 6 min                                                                                  | 6 min                                                                                  | Tresty                | 12 min              | Rozhodčí: Vojtěch Fiala Jiří Ondráček Čároví: Václav Hanzlík Tomáš Měkýš |  |
| 34                                                                                     | 34                                                                                     | Střely                | 24                  | Rozhodčí: Vojtěch Fiala Jiří Ondráček Čároví: Václav Hanzlík Tomáš Měkýš |  |

| 29. února 2020 15.00                       | HC Slavia Praha                            | 2 : 3 (1:0, 0:2, 1:1) | HC RT TORAX Poruba 2011                                    | Zimní stadion Eden Návštěvnost: 795                                          |  |
| Martin Michajlov                           | Martin Michajlov                           | Brankáři              | Frederik Foltán                                            | Rozhodčí: Michal Dědek Přemysl Skopal Čároví: Daniel Horažďovský Petr Kotlík |  |
| Tomáš Šmerha 18:42' Vítězslav Bílek 51:51' | Tomáš Šmerha 18:42' Vítězslav Bílek 51:51' | 1:0 1:1 1:2 2:2 2:3   | 31:38' Marek Špaček 35:21' Jan Hudeček 55:53' Tomáš Jáchym | Rozhodčí: Michal Dědek Přemysl Skopal Čároví: Daniel Horažďovský Petr Kotlík |  |
| 6 min                                      | 6 min                                      | Tresty                | 12 min                                                     | Rozhodčí: Michal Dědek Přemysl Skopal Čároví: Daniel Horažďovský Petr Kotlík |  |
| 48                                         | 48                                         | Střely                | 23                                                         | Rozhodčí: Michal Dědek Přemysl Skopal Čároví: Daniel Horažďovský Petr Kotlík |  |

| 2. března 2020 17.30 | ČEZ Motor České Budějovice | 12 : 1 (3:1, 6:0, 3:0)                                 | HC Slavia Praha                                                                         | Budvar aréna Návštěvnost: 5764                                    |  |
| Milan Klouček | Milan Klouček | Brankáři                                               | Martin Michajlov (00:00–21:49) Roman Málek (21:50–29:17) Martin Michajlov (29:18–60:00) | Rozhodčí: Radek Wagner Jan Jaroš Čároví: Aleš Hejl Lukáš Podrazil |  |
| Adam Raška 09:53' René Vydarený 11:51' Zdeněk Doležal 14:18' Václav Karabáček 21:49' Karel Plášil 25:37' Adam Raška 26:12' Jakub Babka 27:37' Zdeněk Doležal 29:17' Adam Raška 36:11' Adam Raška 42:15' Jakub Suchánek 44:22' Radek Prokeš 57:57' | Adam Raška 09:53' René Vydarený 11:51' Zdeněk Doležal 14:18' Václav Karabáček 21:49' Karel Plášil 25:37' Adam Raška 26:12' Jakub Babka 27:37' Zdeněk Doležal 29:17' Adam Raška 36:11' Adam Raška 42:15' Jakub Suchánek 44:22' Radek Prokeš 57:57' | 0:1 1:1 2:1 3:1 4:1 5:1 6:1 7:1 8:1 9:1 10:1 11:1 12:1 | 02:18' Filip Kuťák                                                                      | Rozhodčí: Radek Wagner Jan Jaroš Čároví: Aleš Hejl Lukáš Podrazil |  |
| 29 min | 29 min | Tresty                                                 | 6 min                                                                                   | Rozhodčí: Radek Wagner Jan Jaroš Čároví: Aleš Hejl Lukáš Podrazil |  |
| 46 | 46 | Střely                                                 | 22                                                                                      | Rozhodčí: Radek Wagner Jan Jaroš Čároví: Aleš Hejl Lukáš Podrazil |  |

| 4. března 2020 18.00                  | HC Slavia Praha                       | 2 : 4 (0:0, 1:3, 1:1)   | HC Zubr Přerov                                                              | Zimní stadion Eden Návštěvnost: 512                                            |  |
| Martin Michajlov                      | Martin Michajlov                      | Brankáři                | Lukáš Klimeš                                                                | Rozhodčí: Martin Grech Daniel Jechoutek Čároví: Richard Coubal Ondřej Kokrment |  |
| Filip Vlček 38:04' Filip Kuťák 52:02' | Filip Vlček 38:04' Filip Kuťák 52:02' | 0:1 0:2 1:2 1:3 2:3 2:4 | 28:51' Jakub Kubeš 30:30' Filip Dvořák 39:29' Radek Číp 59:02' Roman Pšurný | Rozhodčí: Martin Grech Daniel Jechoutek Čároví: Richard Coubal Ondřej Kokrment |  |
| 57 min                                | 57 min                                | Tresty                  | 60 min                                                                      | Rozhodčí: Martin Grech Daniel Jechoutek Čároví: Richard Coubal Ondřej Kokrment |  |
| 35                                    | 35                                    | Střely                  | 24                                                                          | Rozhodčí: Martin Grech Daniel Jechoutek Čároví: Richard Coubal Ondřej Kokrment |  |

| 7. března 2020 17.00 | HC Stadion Litoměřice | 6 : 3 (2:0, 3:3, 1:0)               | HC Slavia Praha                                              | Kalich aréna Návštěvnost: 1527                                                        |  |
| Adam Beran | Adam Beran | Brankáři                            | Martin Michajlov                                             | Rozhodčí: Alexander Pavlovič Miroslav Petružálek Čároví: Martin Kreuzer David Polonyi |  |
| Martin Kadlec 03:17' Martin Havelka 13:25' Matěj Beran 25:17' Markus Korkiakoski 29:38' Martin Kadlec 35:26' Vojtěch Kropáček 52:28' | Martin Kadlec 03:17' Martin Havelka 13:25' Matěj Beran 25:17' Markus Korkiakoski 29:38' Martin Kadlec 35:26' Vojtěch Kropáček 52:28' | 1:0 2:0 3:0 3:1 4:1 4:2 5:2 5:3 6:3 | 26:23' Filip Kuťák 33:09' Zdeněk Kubica 38:11' Jaroslav Brož | Rozhodčí: Alexander Pavlovič Miroslav Petružálek Čároví: Martin Kreuzer David Polonyi |  |
| 14 min | 14 min | Tresty                              | 12 min                                                       | Rozhodčí: Alexander Pavlovič Miroslav Petružálek Čároví: Martin Kreuzer David Polonyi |  |
| 38 | 38 | Střely                              | 26                                                           | Rozhodčí: Alexander Pavlovič Miroslav Petružálek Čároví: Martin Kreuzer David Polonyi |  |

### Playoff
Z playoff Slavia odehrála pouze první dvě utkání předkola. V pátek 13. března se mělo uskutečnit třetí utkání série, nicméně o den dřív (ve čtvrtek 12. března) rozhodl výkonný výbor Českého hokeje s ohledem na šíření pandemie covidu-19 o okamžitém ukončení soutěže a za vítěze první ligy označil klub ČEZ Motor České Budějovice, jenž celému ročníku soutěže výrazně dominoval. Rozhodnutí podpořili představitelé sedmi z deseti mužstev, které playoff první ligy hrály.

#### Předkolo
| 9. března 2020 18.00 | HC Slavia Praha     | 1 : 3 (0:2, 1:0, 0:1) | SK Horácká Slavia Třebíč                                       | Zimní stadion Eden Návštěvnost: 554                                        |  |
| Martin Michajlov     | Martin Michajlov    | Brankáři              | Pavel Jekel                                                    | Rozhodčí: Michal Kostourek Štěpán Souček Čároví: Ondřej Polák Petr Šimánek |  |
| Tomáš Šmerha 21:29'  | Tomáš Šmerha 21:29' | 0:1 0:2 1:2 1:3       | 13:02' Matěj Psota 16:46' Lukáš Nedvídek 49:04' David Michálek | Rozhodčí: Michal Kostourek Štěpán Souček Čároví: Ondřej Polák Petr Šimánek |  |
| 10 min               | 10 min              | Tresty                | 16 min                                                         | Rozhodčí: Michal Kostourek Štěpán Souček Čároví: Ondřej Polák Petr Šimánek |  |
| 25                   | 25                  | Střely                | 43                                                             | Rozhodčí: Michal Kostourek Štěpán Souček Čároví: Ondřej Polák Petr Šimánek |  |

| 10. března 2020 18.00                | HC Slavia Praha                      | 2 : 3 (0:0, 2:1, 0:2) | SK Horácká Slavia Třebíč                                        | Zimní stadion Eden Návštěvnost: 1                                    |  |
| Martin Michajlov                     | Martin Michajlov                     | Brankáři              | Pavel Jekel                                                     | Rozhodčí: Robert Čech Vojtěch Fiala Čároví: Petr Bosák Petr Maštalíř |  |
| Jan Novák 24:47' Tomáš Šmerha 33:15' | Jan Novák 24:47' Tomáš Šmerha 33:15' | 1:0 2:0 2:1 2:2 2:3   | 34:28' Jan Václavek 47:51' Ladislav Bittner 52:10' Jan Václavek | Rozhodčí: Robert Čech Vojtěch Fiala Čároví: Petr Bosák Petr Maštalíř |  |
| 28 min                               | 28 min                               | Tresty                | 24 min                                                          | Rozhodčí: Robert Čech Vojtěch Fiala Čároví: Petr Bosák Petr Maštalíř |  |
| 40                                   | 40                                   | Střely                | 32                                                              | Rozhodčí: Robert Čech Vojtěch Fiala Čároví: Petr Bosák Petr Maštalíř |  |

| 13. března 2020 17.30 | SK Horácká Slavia Třebíč | 17.30 | HC Slavia Praha | KHNP Arena |  |